# DIVE TO THE NEW WORLD
『DIVE TO THE NEW WORLD』（ダイブ・トゥ・ザ・ニューワールド）は、2022年4月2日からJ-WAVEで放送されているラジオ番組。

## 概要
日高光啓がSKY-HI名義でナビゲーターを務めている土曜深夜のトーク番組。毎回日本国内外で活動する人物をゲストに迎え、彼らの業績とそれらを成し遂げた原動力にSKY-HIが迫るという趣向で行われている。
前番組『ROPPONGI PASSION PIT』から引き続きBOAT RACE振興会の提供で放送。また、引き続き大阪のFM802でも放送されている。前番組と同様に、BOAT RACE振興会が情報の発信拠点としている『SIX WAKE ROPPONGI』で公開収録を行うことがある。

## 放送時間・ネット局
以下の時間は日本標準時に基づく。
| 放送対象地域 | 放送局 | 系列    | 放送時間                     | 放送期間       | 備考   |
| ------------ | ------ | ------- | ---------------------------- | -------------- | ------ |
| 東京都       | J-WAVE | JFL系列 | 土曜 23:00 - 23:54           | 2022年4月2日 - | 制作局 |
| 大阪府       | FM802  | JFL系列 | 月曜 0:00 - 0:54（日曜深夜） | 2022年4月4日 - |        |